# (13123) Tyson
(13123) Tyson (1994 KA) – planetoida z pasa głównego asteroid okrążająca Słońce w ciągu 3,63 lat w średniej odległości 2,36 j.a. Odkryta 16 maja 1994 roku przez Davida Lev'ego i Caroline Shoemaker.
W listopadzie 2000 planetoidzie 1994 KA nadano nazwę (13123) Tyson.
Jej nazwa pochodzi od nazwiska amerykańskiego astrofizyka, Neila deGrasse Tysona.